# Campionato messicano di hockey su pista
Il campionato messicano di hockey su pista è il torneo istituito ed organizzato dalla Federazione di pattinaggio del Messico.

## Albo d'oro
| Stagione | Vincitore      | Secondo Posto | Terzo posto | Note |
| 2009     | Modesto Rebels |               |             |      |
| 2010     | Jaguares       |               |             |      |
| 2011     | Jaguares       |               |             |      |
| 2014     | Jaguares       |               |             |      |

### Riepilogo vittorie per squadra
| Numero | Club           | Anni             |
| ------ | -------------- | ---------------- |
| 3      | Jaguares       | 2010, 2011, 2014 |
| 1      | Modesto Rebels | 2009             |